# Lagoa de São Francisco
Lagoa de São Francisco is een gemeente in de Braziliaanse deelstaat Piauí. De gemeente telt 6.796 inwoners (schatting 2009).